# 가노파

가노 에이노의 《춘하 화조도 병풍(春夏花鳥図屏風)》

가노파(狩野派 가노하[*])는 15세기부터 메이지 시대까지 일본의 회화 양식의 주류였던 유파이다. 메이지 시대까지 가노파는 여러 분파로 분화되었다. 가노 가문은 여러 세대에 걸쳐 일련의 화가를 배출하였으며, 여기에는 이 유파에서 수련한 다른 가문의 화가가 포함될 수 있다. 이들 중 일부는 가노 가문과 혼인하여 이름을 바꿨거나 입양되었기 때문이다.
가노파는 중국 회화의 영향을 반영하면서 시작되었으나 중국 양식의 흑백 수묵화를 제작하면서도 동시에 귀족의 성을 장식하기 위하여  일본의 전통을 반영한 대형 병풍화를 제작하였다. 막부의 지지를 받아 가노파는 "18세기에 거의 회화의 교리를 독점하였다." 중국의 사대부가 그린 문인화의 전통을 따랐지만 가노파의 화가는 전문적인 예술가였으며, 성공하면 매우 풍족한 보수를 받았다. 이들은 르네상스나 바로크의 예술가와 같이 가문의 공방에서 공식적인 수업을 받았다.
가노 마사노부(狩野正信, 1434∼1530)가 가노파의 시조이며, 그의 아들인 가노 모토노부(元信, 1476∼1559)는 수묵화의 묘법을 효과적으로 사용함으로써 충분한 장식효과를 올리는 데 성공하였다.

## 참고 문헌
- Paine, Robert Treat, in: Paine, R. T. & Soper A, The Art and Architecture of Japan, Pelican History of Art, 3rd ed 1981, Penguin (now Yale History of Art), ISBN 0140561080